# Liste des choix de premier tour des Colorado Rockies

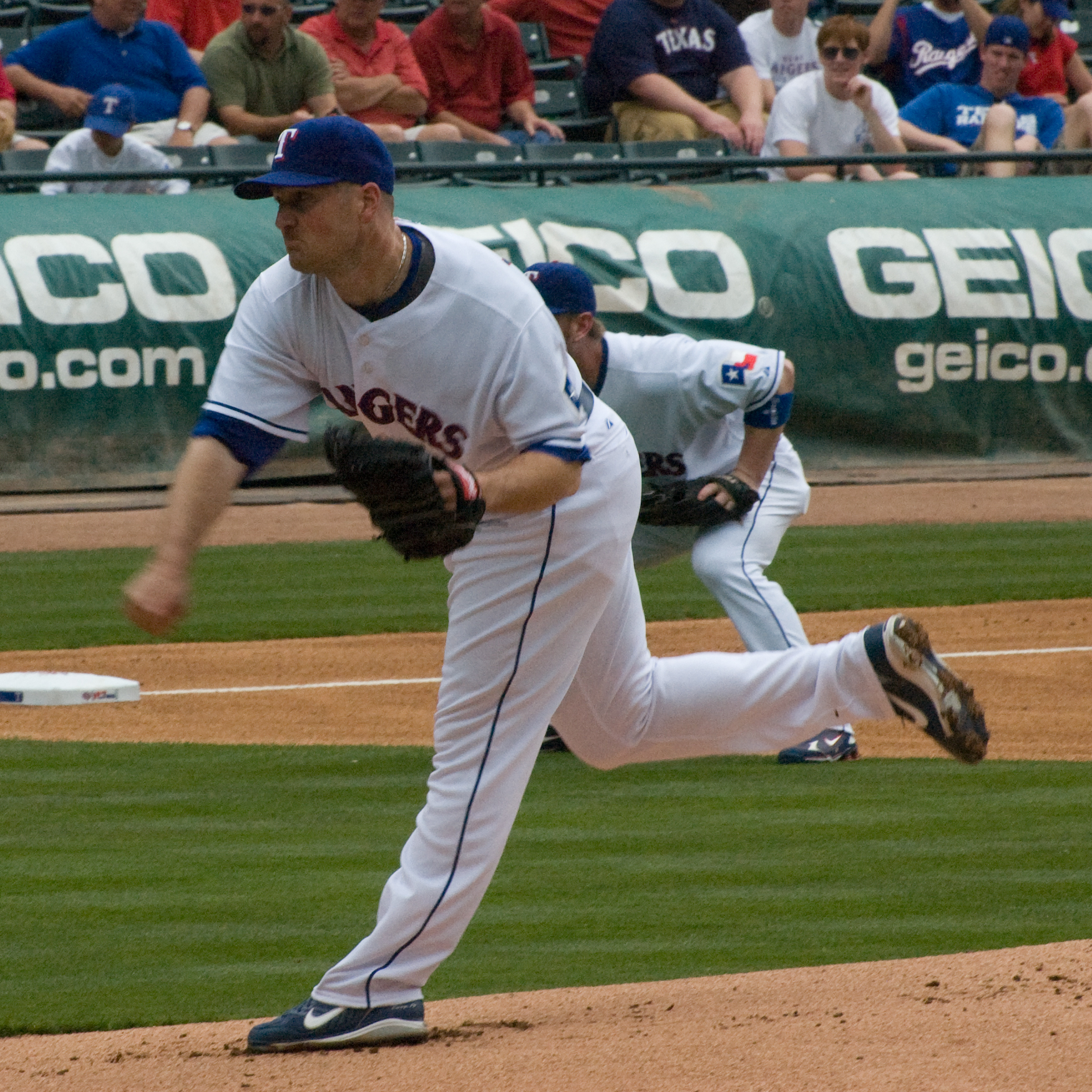
Jason Jennings est le seul choix de premier tour des Rockies à avoir remporté le Rookie of the Year Award (2002).

Les Rockies du Colorado sont une franchise de la Major League Baseball (MLB) basée à Denver, dans le Colorado. Ils évoluent dans la division Ouest de la Ligue nationale. Les Rockies participent au premier repêchage annuel de juin de la MLB depuis 1992. Officiellement connue sous le nom de « Repêchage des joueurs de première année », la Rule 4 Draft est le principal mécanisme de la MLB pour affecter à ses franchises des joueurs issus de lycées, d'universités et d'autres clubs amateurs. L'ordre du repêchage est déterminé en fonction du classement de la saison précédente, l'équipe ayant le plus mauvais bilan recevant le premier choix. En outre, les équipes ayant perdu des agents libres lors de l'intersaison précédente peuvent se voir attribuer des choix compensatoires ou supplémentaires. Depuis la création de la franchise en tant qu'équipe d'expansion en 1992, les Rockies ont repêché 31 joueurs au cours du premier tour. Le repêchage des joueurs de première année n'est pas lié au repêchage de 1992 par lequel les Rockies ont constitué leur équipe.
Sur les 31 joueurs repêchés au premier tour par les Rockies, 18 ont été des lanceurs, le plus grand nombre de tous les postes ; 12 d'entre eux ont été droitiers et 6 ont été gauchers. Les Rockies ont également repêché six voltigeurs, quatre arrêt-court et un joueur au poste de receveur, deux première base et deux troisième base. Les Rockies n'ont jamais repêché de joueur de deuxième base au premier tour. Les Rockies ont repêché 16 joueurs à la sortie du lycée et 14 à la sortie de l'université. Le Colorado a repêché sept joueurs issus de lycées ou d'universités de l'État de Californie, cinq du Texas et trois du Tennessee. Le choix des Rockies en 2002 - Jeff Francis - est le seul à avoir été repêché en dehors des États-Unis.
Aucun des choix de premier tour des Rockies n'a remporté le championnat des séries mondiales avec l'équipe, et aucun choix n'a été élu au Temple de la renommée. Le choix de premier tour des Rockies en 1999 - Jason Jennings - a remporté le titre de recrue de l'année de la MLB avec la franchise en 2002, sa première saison complète dans les ligues majeures. Todd Helton, choisi par les Rockies en 1995, a remporté quatre Silver Slugger Awards et trois Gold Gloves, et a été nommé dans cinq équipes d'étoiles. Casey Weathers, choisi par les Rockies en 2007, a remporté une médaille de bronze en baseball avec l'équipe des États-Unis aux Jeux olympiques d'été de 2008. Les Rockies n'ont jamais détenu le premier choix global de la draft, mais ont détenu le deuxième choix global une fois, qu'ils ont utilisé en 2006 pour repêcher Greg Reynolds.
Les Rockies ont reçu neuf choix compensatoires, dont sept dans le tour supplémentaire du repêchage depuis l première de la franchise en 1992. Ces choix supplémentaires sont accordés lorsqu'une équipe perd un agent libre de grande valeur au cours de l'intersaison précédente, ou, plus récemment, lorsqu'une équipe ne parvient pas à signer un choix de l'année précédente. Il n'est arrivé qu'une seule fois que les Rockies n'aient pas réussi à signer leur choix de premier tour - en 2000, Matt Harrington - pour lequel ils ont reçu le 44e choix du repêchage de 2001.

## Légende
| Année | Liens vers un article sur le repêchage de la Ligue majeure de baseball de cette année.                                                       |
| Poste | Indique le poste secondaire/universitaire auquel le joueur a été recruté, plutôt que le poste professionnel qu'il a pu occuper par la suite. |
| Choix | Indique le numéro du choix |
| *     | Le joueur n'a pas signé avec les Rockies |
| §     | Indique un choix supplémentaire |
| ‡     | Indique un choix avec concurrence |

## Choix

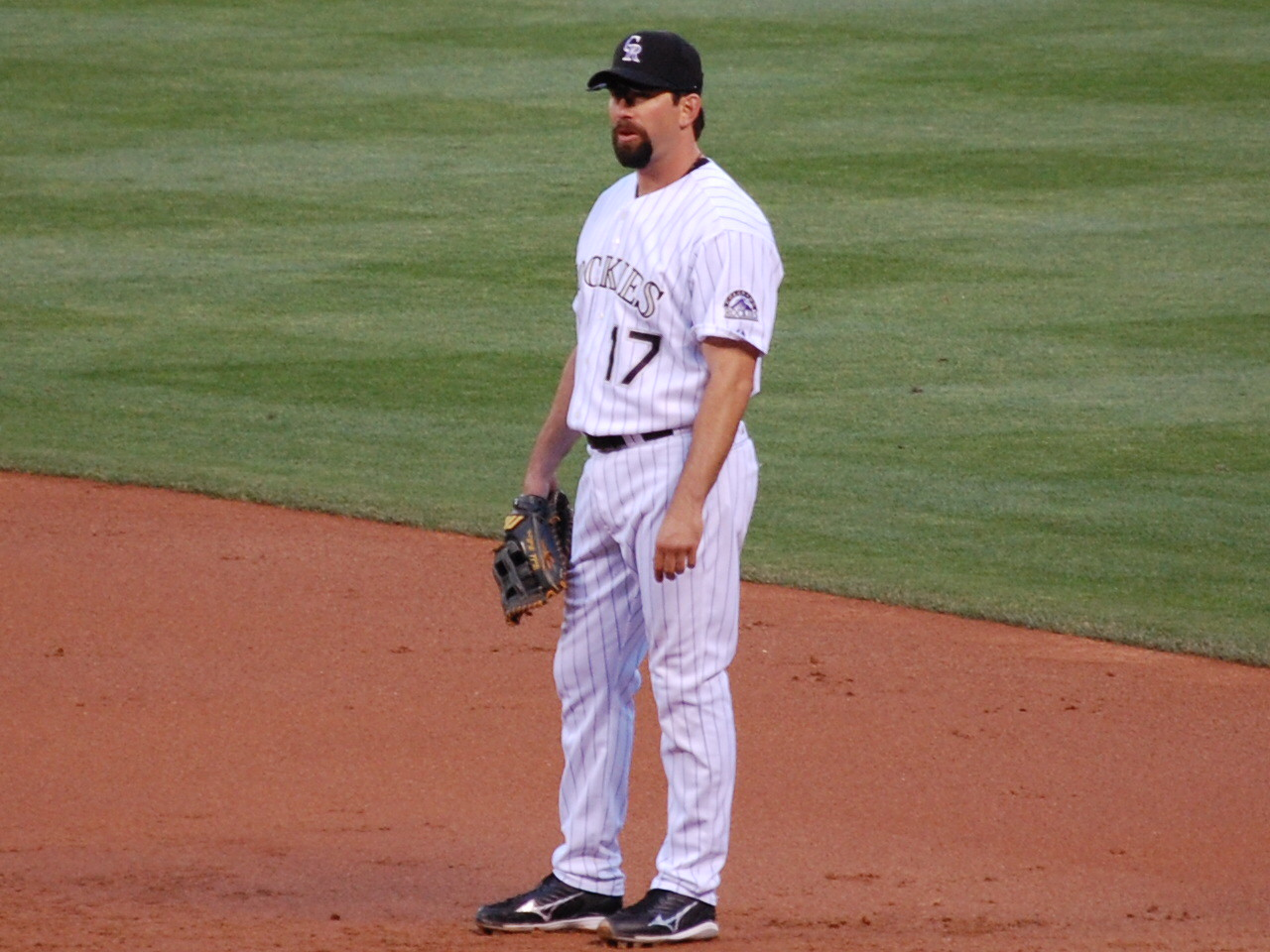
Todd Helton (1995) a été sélectionné cinq fois dans l'équipe All-Star

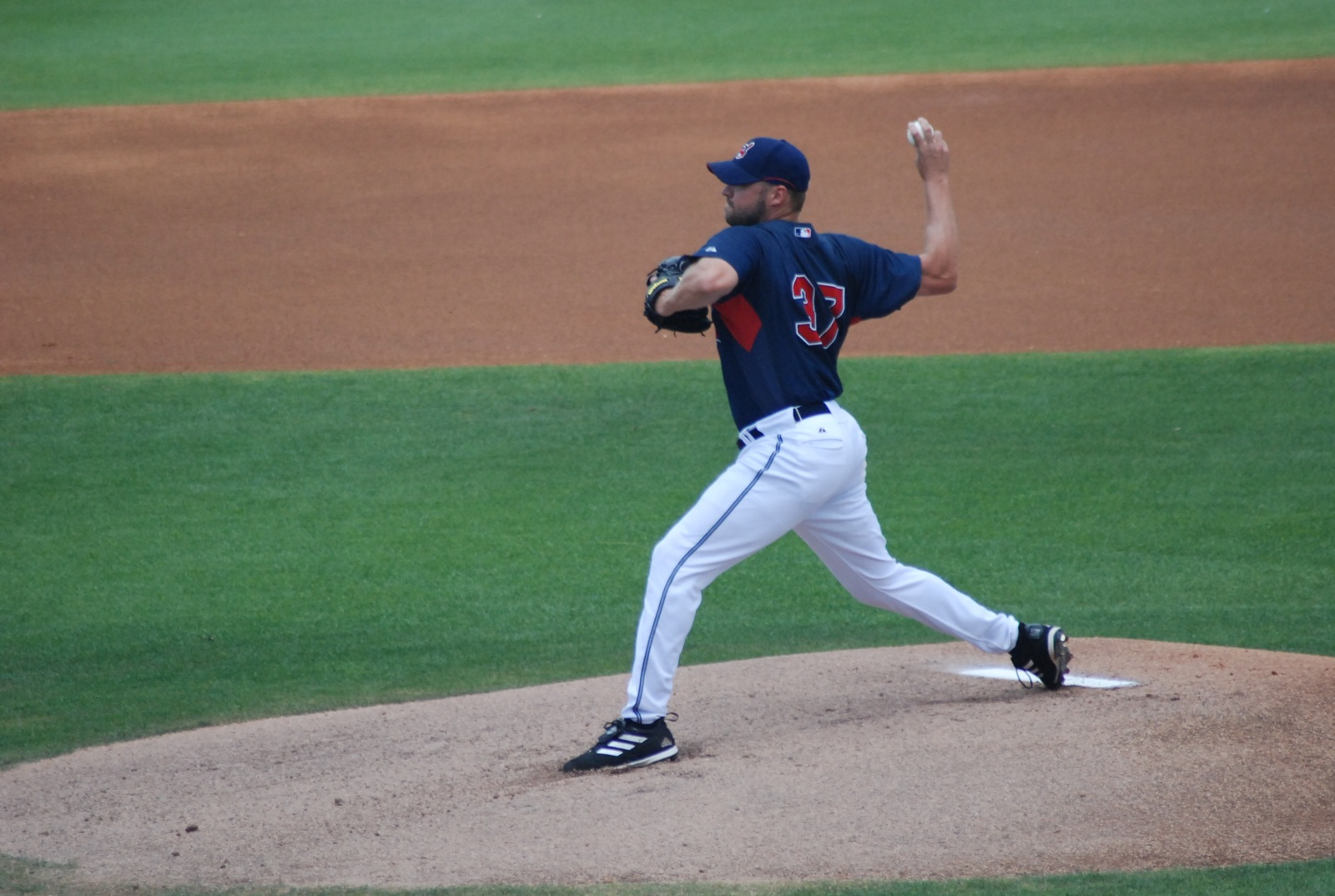
Jake Westbrook (1996) est la seule sélection des Rockies en provenance de Géorgie.

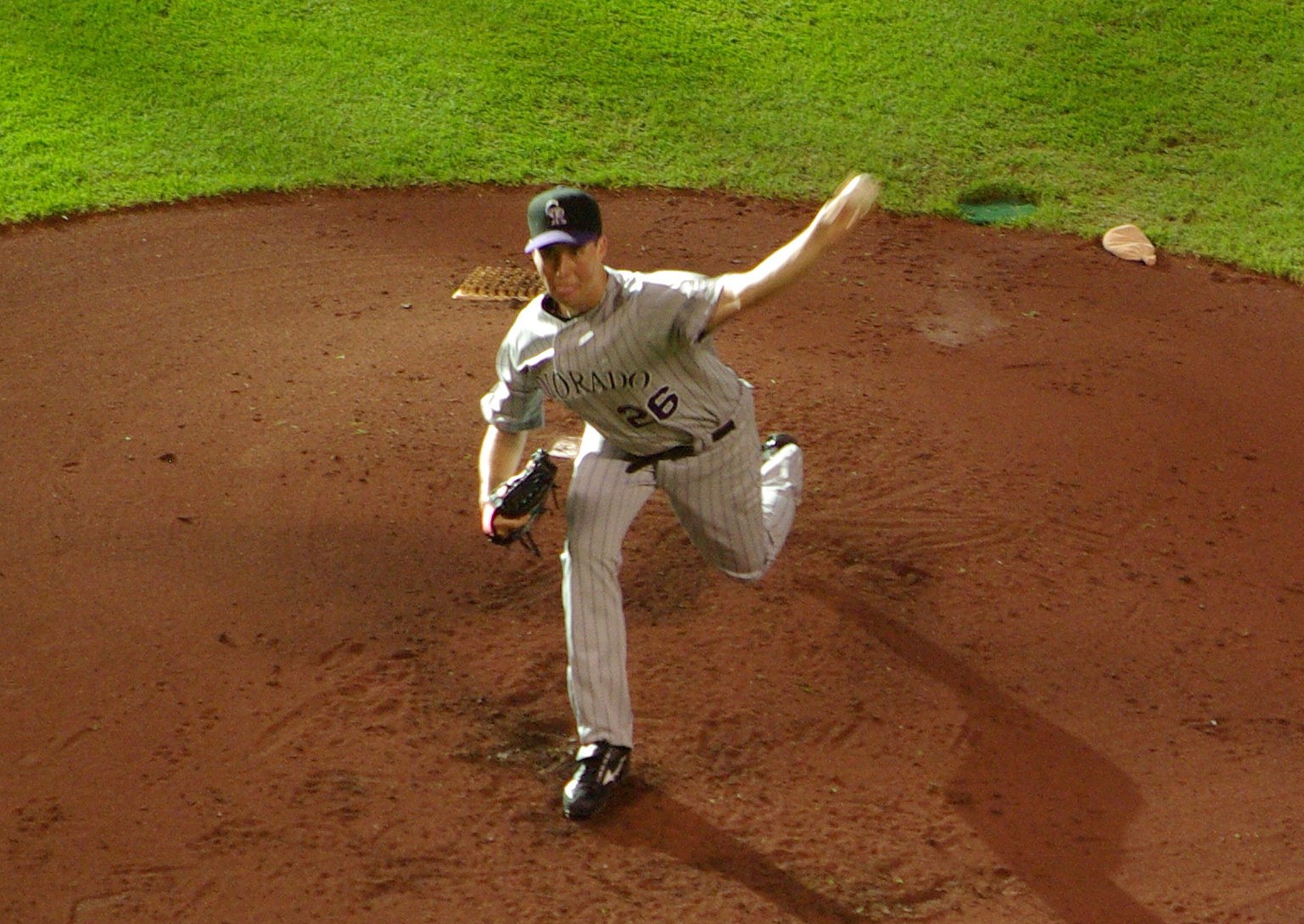
Jeff Francis (2002) est la seule sélection des Rockies en dehors des États-Unis.

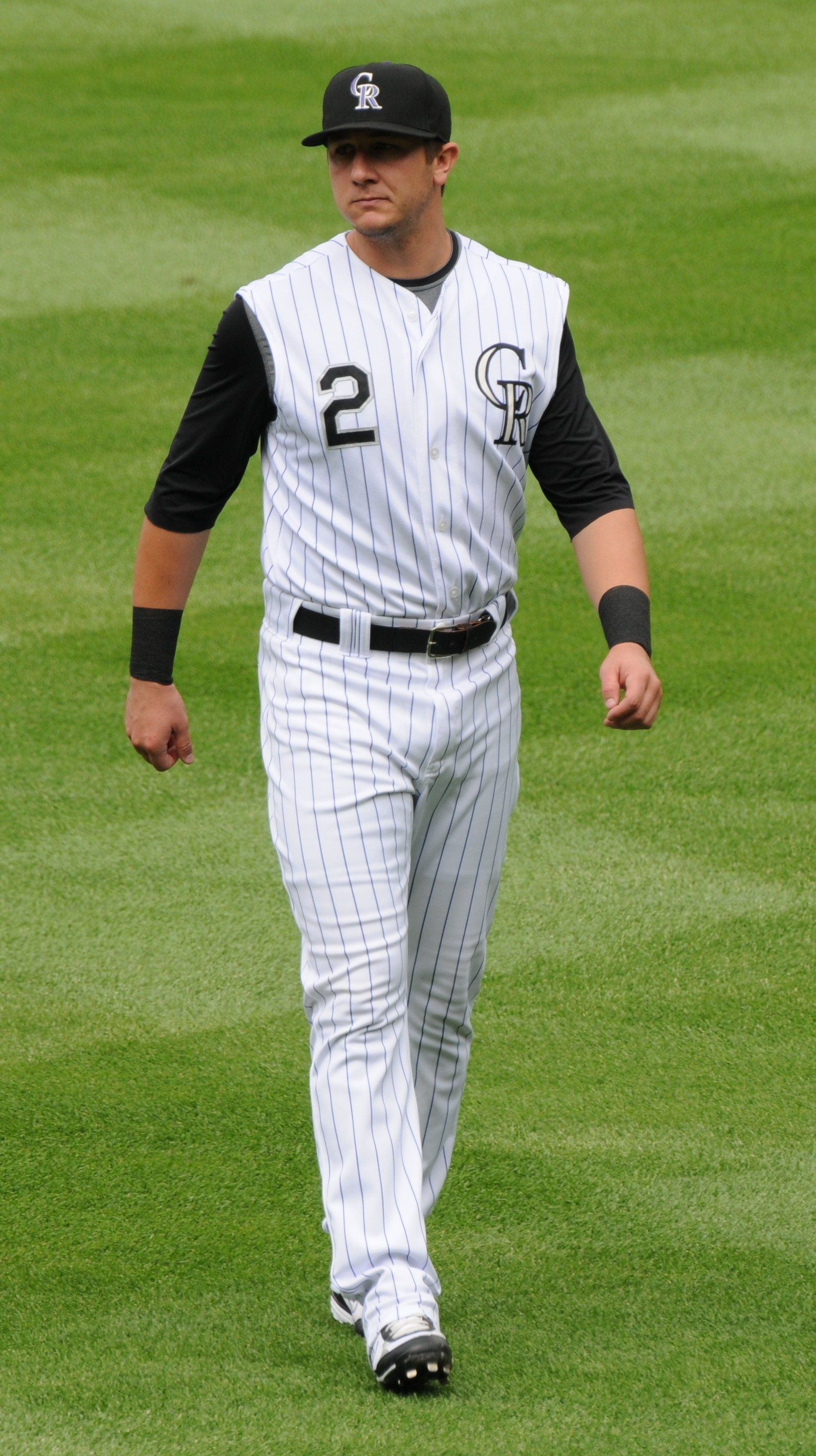
Troy Tulowitzki (2005) a réalisé un triple jeu sans assistance en 2007, le 13e de l'histoire.

| Année | Nom                      | Poste                   | École (localisation)                                                    | Choix | Ref    |
| ----- | ------------------------ | ----------------------- | ----------------------------------------------------------------------- | ----- | ------ |
| 1992  | John Burke (en)          | Lanceur droitier        | Université de Floride (Gainesville, Floride)                            | 27    | [ 13 ] |
| 1993  | Jamey Wright             | Lanceur droitier        | Westmoore High School (Oklahoma City, Oklahoma)                         | 28    | [ 14 ] |
| 1994  | Doug Million (en)        | Lanceur gaucher         | Sarasota High School (Sarasota, Floride)                                | 7     | [ 15 ] |
| 1995  | Todd Helton              | Joueur de premier but   | Université du Tennessee (Knoxville, Tennessee)                          | 8     | [ 16 ] |
| 1996  | Jake Westbrook           | Lanceur droitier        | Madison County High School (Danielsville, Georgie)                      | 21    | [ 17 ] |
| 1997  | Mark Mangum              | Lanceur droitier        | Kingwood High School (Kingwood, Texas)                                  | 18    | [ 18 ] |
| 1997  | Jason Fitzgerald         | Voltigeur               | Université de Tulane (La Nouvelle-Orléans, Louisiane)                   | 41§   | [ 18 ] |
| 1998  | Matt Roney (en)          | Lanceur droitier        | Edmond North High School (Edmond, Oklahoma)                             | 28    | [ 19 ] |
| 1998  | Choo Freeman (en)        | Voltigeur               | Dallas Christian School (Rowlett, Texas)                                | 36§   | [ 19 ] |
| 1998  | Jeff Winchester          | Receveur                | Archbishop Rummel High School (Metairie, Louisiane)                     | 40§   | [ 19 ] |
| 1999  | Jason Jennings           | Lanceur droitier        | Université de Baylor (Waco, Texas)                                      | 16    | [ 20 ] |
| 2000  | Matt Harrington (en)*    | Lanceur droitier        | Palmdale High School (Palmdale, Californie)                             | 7     | [ 21 ] |
| 2001  | Jayson Nix               | Arrêt-court             | Midland High School (Midland, Texas)                                    | 44§   | [ 22 ] |
| 2002  | Jeff Francis             | Lanceur gaucher         | Université de Colombie-Britannique (Vancouver, Colombie-Britannique     | 9     | [ 23 ] |
| 2003  | Ian Stewart              | Joueur de troisième but | La Quinta High School (La Quinta, Californie)                           | 10    | [ 24 ] |
| 2004  | Chris Nelson (en)        | Arrêt-court             | Redan High School (Stone Mountain, Georgie)                             | 9     | [ 25 ] |
| 2005  | Troy Tulowitzki          | Arrêt-court             | Université de l'État de Californie, Long Beach (Long Beach, Californie) | 7     | [ 26 ] |
| 2005  | Chaz Roe                 | Lanceur droitier        | Lafayette High School (Lexington, Kentucky)                             | 32§   | [ 26 ] |
| 2006  | Greg Reynolds            | Lanceur droitier        | Université Stanford (Stanford, Californie)                              | 2     | [ 27 ] |
| 2007  | Casey Weathers           | Lanceur droitier        | Université Vanderbilt (Nashville, Tennessee)                            | 8     | [ 28 ] |
| 2008  | Christian Friedrich (en) | Lanceur gaucher         | Université du Kentuky de l'Est (Richmond, Kentucky)                     | 25    | [ 29 ] |
| 2009  | Tyler Matzek             | Lanceur gaucher         | Capistrano Valley High School (Mission Viejo, Californie)               | 11    | [ 30 ] |
| 2009  | Timothy Wheeler (en)     | Voltigeur               | Université de l'État de Californie, Sacramento (Sacramento, Californie) | 32    | [ 30 ] |
| 2009  | Rex Brothers             | Lanceur gaucher         | Université de Lipscomb (Nashville, Tennessee)                           | 34§   | [ 30 ] |
| 2010  | Kyle Parker              | Voltigeur               | Université de Clemson (Clemson, Caroline du Sud)                        | 26    | [ 31 ] |
| 2010  | Peter Tago (en)          | Lanceur droitier        | Dana Hills High School (Dana Point, Californie)                         | 47§   | [ 31 ] |
| 2011  | Tyler Anderson           | Lanceur gaucher         | Université de l'Oregon (Eugene, Oregon)                                 | 20    | [ 32 ] |
| 2011  | Trevor Story             | Arrêt-court             | Irving High School (Irving, Texas)                                      | 45§   | [ 32 ] |
| 2012  | David Dahl (en)          | Voltigeur               | Oak Mountain High School (Birmingham, Alabama)                          | 10    | [ 33 ] |
| 2012  | Eddie Butler             | Lanceur droitier        | Université de Radford (Radford, Virginie)                               | 46§   | [ 33 ] |
| 2013  | Jon Gray                 | Lanceur droitier        | Université de l'Oklahoma (Norman, Oklahoma)                             | 3     | [ 34 ] |
| 2014  | Kyle Freeland            | Lanceur gaucher         | Université d'Evansville (Evansville, Indiana)                           | 8     | [ 35 ] |
| 2014  | Forrest Wall (en)        | Second baseman          | Orangewood Christian School (Maitland, Floride)                         | 35‡   | [ 35 ] |
| 2015  | Brendan Rodgers (en)     | Arrêt-court             | Lake Mary High School (Lake Mary, Floride)                              | 3     | [ 36 ] |
| 2015  | Mike Nikorak (en)        | Lanceur droitier        | Stroudsburg High School (Stroudsburg, Pennsylvanie)                     | 27§   | [ 36 ] |
| 2015  | Tyler Nevin              | Joueur de troisième but | Poway High School (Poway, Californie)                                   | 38‡   | [ 36 ] |
| 2016  | Riley Pint (en)          | Lanceur droitier        | St. Thomas Aquinas High School (Overland Park, Kansas)                  | 4     | [ 37 ] |
| 2016  | Robert Tyler (en)        | lanceur                 | Université de Georgie (Athens, Géorgie)                                 | 38‡   | [ 37 ] |
| 2018  | Ryan Rolison (en)        | Lanceur                 | Université du Mississippi (Oxford, Mississippi)                         | 22    | [ 38 ] |
| 2019  | Michael Toglia (en)      | Joueur de premier but   | Université de Californie, Los Angeles (Los Angeles, Californie)         | 23    | [ 39 ] |
| 2020  | Zac Veen (en)            | Voltigeur               | Spruce Creek High School (Port Orange, Floride)                         | 9     | [ 40 ] |
| 2021  | Benny Montgomery (en)    | Voltigeur               | Red Land High School (Lewisberry, Pennsylvanie)                         | 8     | [ 41 ] |
| 2022  | Gabriel Hughes (en)      | Droitier lanceur        | Gonzaga University (Spokane, Washington)                                | 10    | [ 42 ] |
| 2022  | Sterlin Thompson (en)    | Voltigeur               | Université de Floride (Gainesville, Floride)                            | 31§   | [ 43 ] |
| 2022  | Jordan Beck (en)         | Voltigeur               | Université du Tennessee (Knoxville, Tenessee)                           | 38‡   | [ 43 ] |